# Автошлях Т 0202

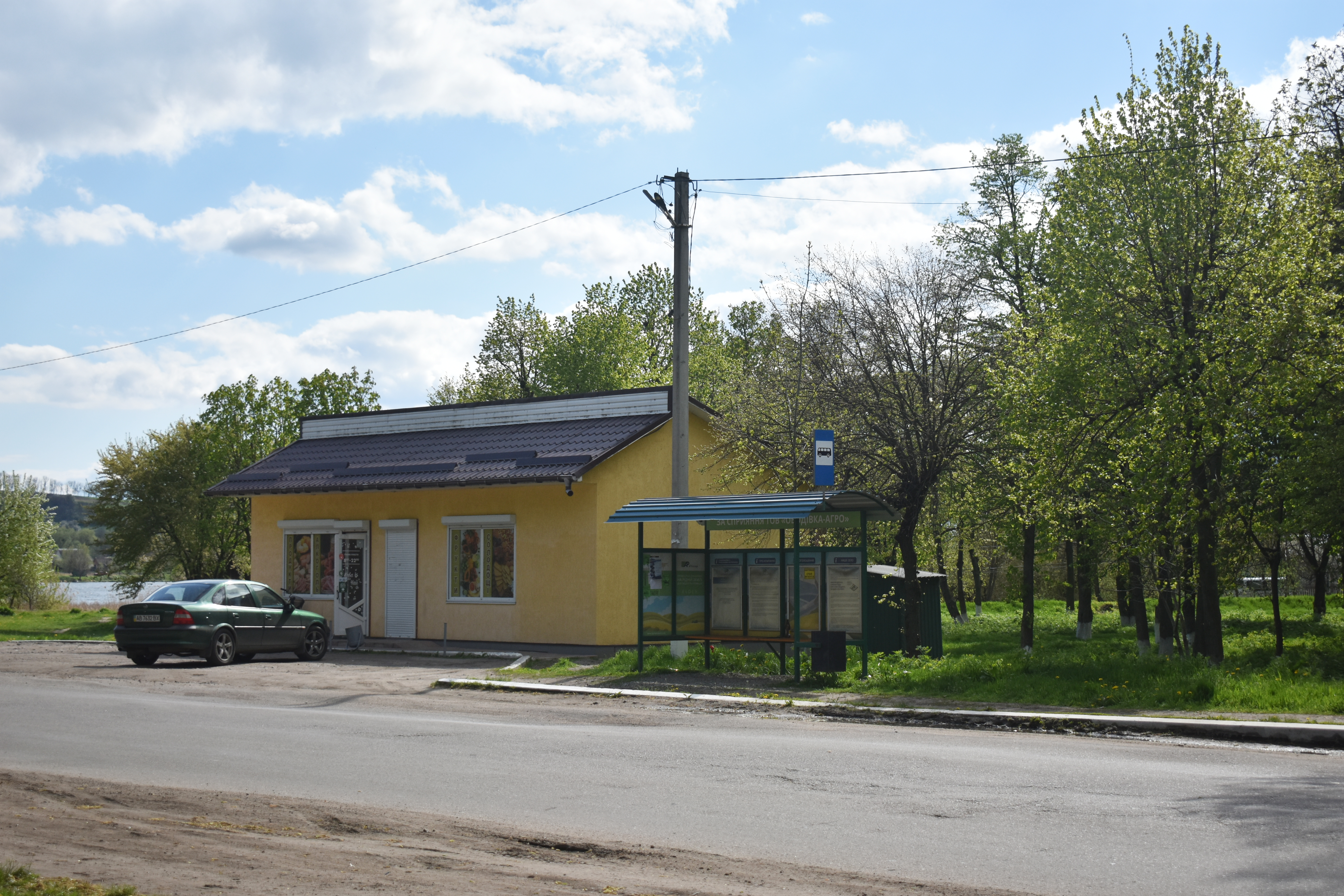
Нова Ободівка

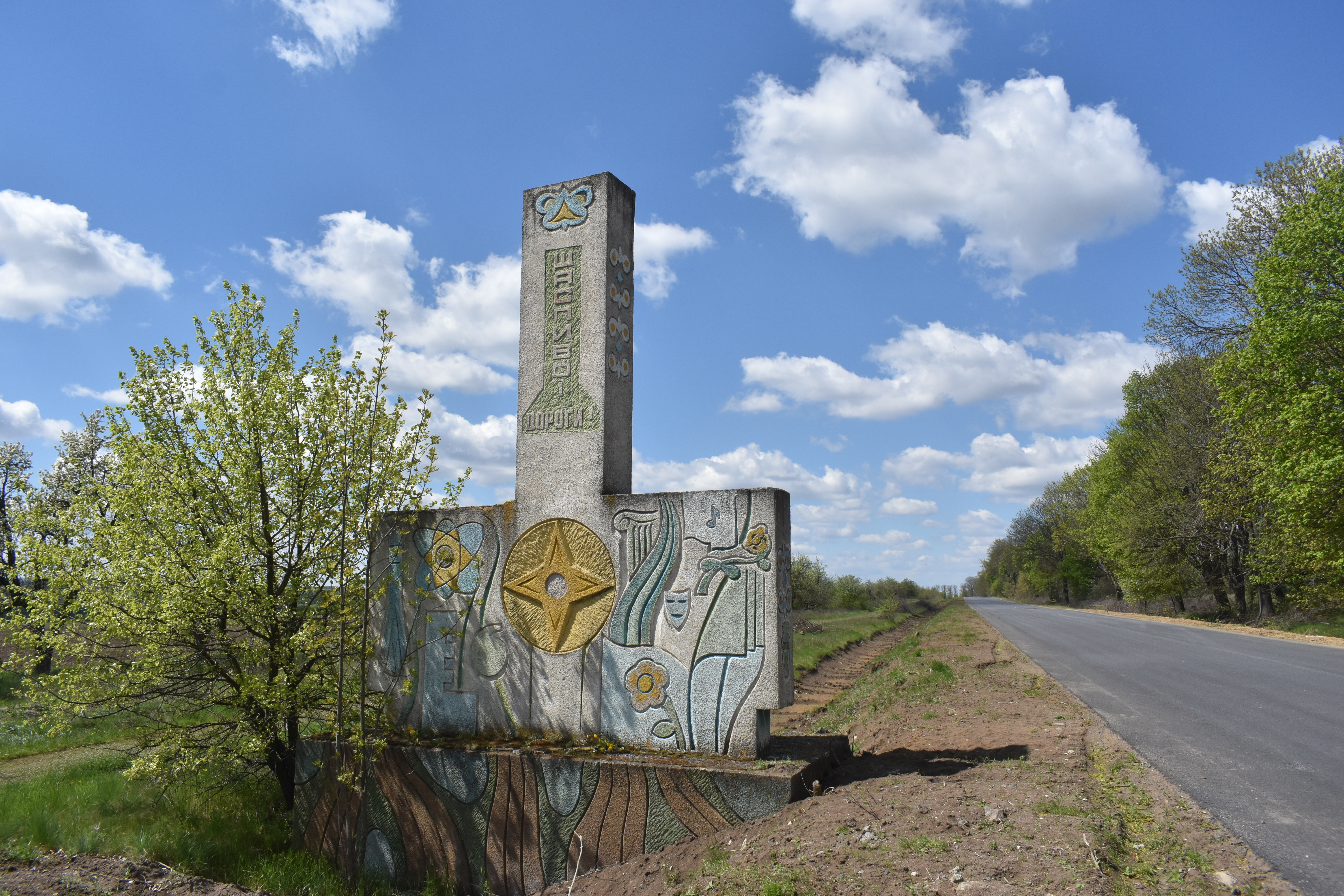
Бережанка

Автошля́х Т 0202 — автомобільний шлях територіального значення у Вінницькій та Черкаській областях. Пролягає територією Могилів-Подільського, Тульчинського, Гайсинського та Уманського районів через Могилів-Подільський — Ямпіль — Крижопіль — Бершадь — Умань. Загальна довжина — 216,7 км, водночас за даними ресурсу Укравтодору kmplus відстань становить майже 227 км (з урахуванням відрізків у комунальній власності).

## Маршрут
Автошлях проходить через такі населені пункти:
| Автошлях Т 0202           |                 |
| Вінницька область         |                 |
| Могилів-Подільський район |                 |
| Могилів-Подільський       | Р36             |
| Одая                      |                 |
| Бронниця                  |                 |
| Нова Григорівка           |                 |
| Оленівка                  |                 |
| Біла                      |                 |
| Ямпіль                    | Р08Т 0215Т 0218 |
| Качківка                  |                 |
| Тульчинський район        |                 |
| Шуми                      |                 |
| Городківка                |                 |
| Крижопіль                 | Т 0233          |
| Жабокрич                  |                 |
| Гайсинський район         |                 |
| Цибулівка                 |                 |
| Бережанка                 |                 |
| Нова Ободівка             |                 |
| Ободівка                  |                 |
| Баланівка                 |                 |
| Бирлівка                  |                 |
| Бершадь                   | Р54Т 0222       |
| Велика Киріївка           |                 |
| Устя                      |                 |
| Берізки-Бершадські        |                 |
| Джулинка                  | Т 0207          |
| Теофілівка                |                 |
| Шляхова                   |                 |
| Тернівка                  |                 |
| Черкаська область         |                 |
| Уманський район           |                 |
| Юрківка                   |                 |
| Умань                     | E50М12          |